# Occidente solitario
Occidente solitario è un dramma in due atti del 1997 del drammaturgo inglese, ma di famiglia e tradizione irlandese, Martin McDonagh. È la terza parte della Trilogia di Leenane.

## Trama
Narra dell'eterno conflitto di due fratelli irlandesi. Gli abissi del loro reciproco astio e delle loro colpe non possono essere redenti neanche dal suicidio del reverendo alcolizzato padre Welsh che, prima di morire, scrive loro una lettera invitandoli a riconciliarsi.

## Rappresentazioni
La prima rappresentazione, coprodotta dalla Druid Theatre Company di Galway e dal Royal Court Theatre di Londra, è andata in scena dal 10 giugno 1997 al Town Hall Theatre di Galway e successivamente dal 19 luglio 1997 al Royal Court Theatre di Londra, per la regia di Garry Hynes, con Brían F. O'Byrne (Valene), Maelíosa Stafford (Coleman), David Ganly (Padre Welsh), Dawn Bradfield (Kelleher).
La prima rappresentazione a Broadway è avvenuta al Lyceum Theatre dal 27 aprile 1999, stessa regia e stessi interpreti di Galway e Londra.
La prima rappresentazione italiana è stata nel 2004 al Teatro Vascello di Roma, regia di Pierpaolo Sepe, con Giovanni Costantino, Paolo Sassanelli, Paolo Zuccari, Carolina Levi.
È stato riproposto nel 2012, al Teatro Ambra Jovinelli di Roma, dalla compagnia Gli Ipocriti, regia di Juan Diego Puerta López, con Claudio Santamaria, Filippo Nigro, Nicole Murgia e Massimo De Santis.

## Edizioni
- Martin McDonagh, Occidente solitario, traduzione di L. Scarlini, Arcadia & Ricono, 2012, ISBN 978-8890377945